# Projet haute couture
Projet haute couture (Project Runway en version originale) est une émission de téléréalité américaine diffusée à l'origine sur la chaîne Bravo entre 2004 et 2008, puis sur la chaîne Lifetime depuis 2009. Elle a pour thème une compétition entre plusieurs stylistes et est présentée par le top model Heidi Klum. Au fil des épisodes, les candidats sont confrontés à différents cahiers des charges pour constituer une tenue (limite de temps, d'argent, matériaux imposés, thèmes...). Leurs créations sont ensuite jugées lors d'un défilé de mode, déterminant la meilleure et la moins bonne création. Le perdant de la session est alors éliminé.
En France, le programme a été diffusé sur la chaîne Téva, Vivolta puis Stylia et Elle Girl.

## Format

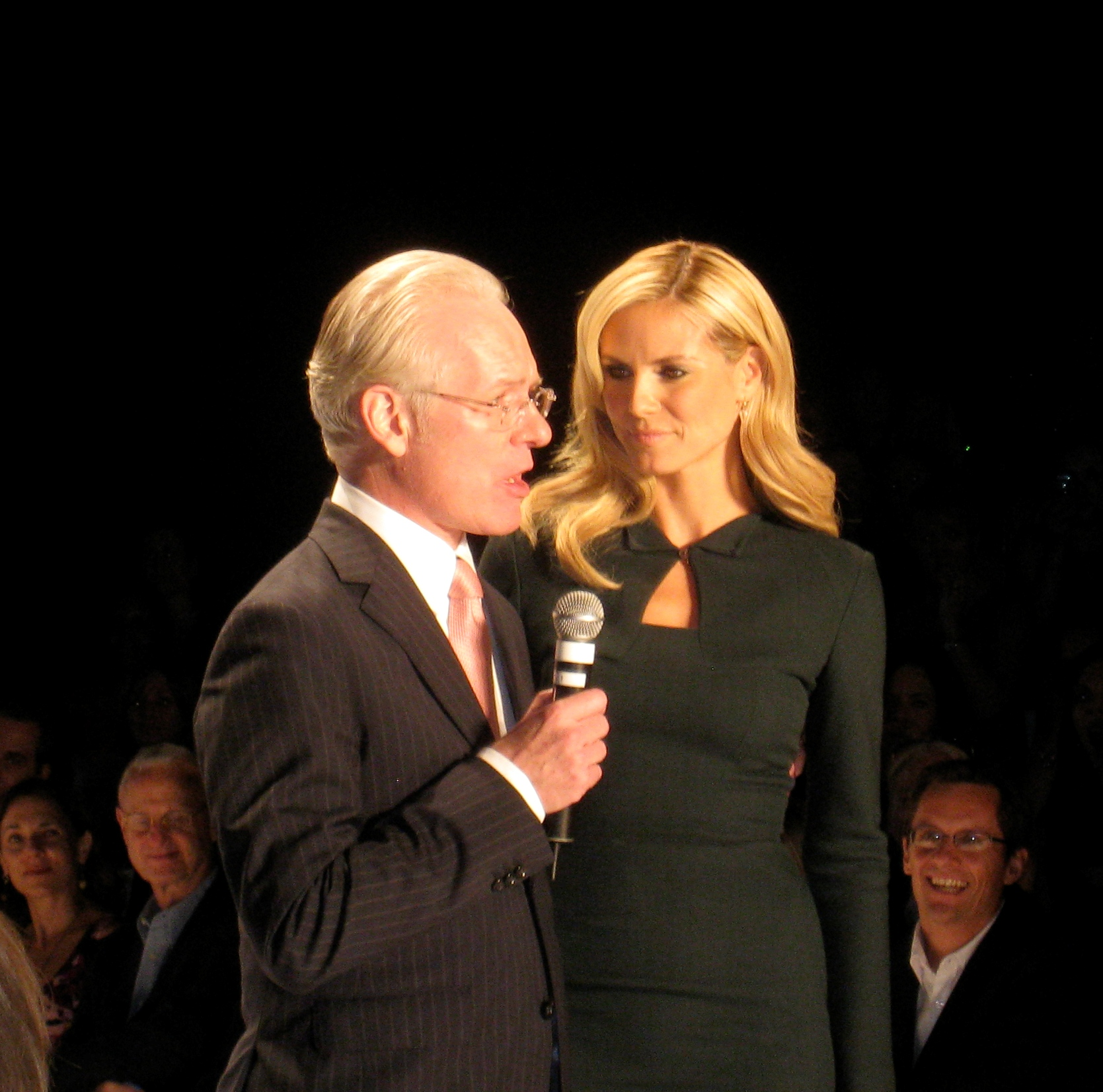
Tim Gunn en compagnie d'Heidi Klum.

Projet haute couture utilise le système des éliminations progressives écrèmant la douzaine de candidats du départ pour obtenir un trio pour la finale. Avant cette ultime étape, chaque épisode présente une épreuve basé sur un thème. À la fin de chaque émission, chaque candidat présente une création d'après le thème imposé au départ. Est alors désigné le vainqueur qui remporte la plupart du temps une immunité pour l'épreuve suivante et le perdant qui est éliminé du jeu.
Parmi les épreuves proposées au fil des huit saisons, certaines permettent de tester l'aspect technique des stylistes et d'autre leur originalité ou leur ingéniosité. Ainsi on a pu voir des épreuves avec pour thème les matériaux recyclables (saison 3), des éléments venus d'une épicerie (saisons 1 et 5), des vêtements fait avec de la nourriture (saisons 1 et 4), avec des plantes et des fleurs (saison 2), customisation des propres habits du styliste (saison 2), travail pour une personnalité bien précise (l'actrice Brooke Shields, la patineuse Sasha Cohen ou Miss USA Tara Conner), travail pour une ligne de vêtements (Banana Republic, Diane von Fürstenberg, Macy's, Bitten de Sarah Jessica Parker), ou concentré sur une occasion particulière (Bal de finissants, cocktail party, robe de mariée).
Le jury est composé de professionnels du métier comme Heidi Klum (mannequin), Nina García (journaliste de mode) et Michael Kors (styliste) auxquels viennent régulièrement s'ajouter d'autres personnalités liées aux thèmes des épisodes. L'émission a ainsi eu la participation entre autres de Patricia Field, Parker Posey, Nicky Hilton, Iman, Debra Messing, Kate Spade, Vera Wang, Sarah Jessica Parker, Tiki Barber, Donna Karan, Zac Posen, Roberto Cavalli, Victoria Beckham, Natalie Portman, Apolo Anton Ohno, LL Cool J, Lindsay Lohan, Max Azria, Tommy Hilfiger, Christina Aguilera, Robert Mackie, Milla Jovovich, Cindy Crawford, Nicole Richie, Matthew Williamson, Isabel Toledo, Jessica Alba, Suzy Menkes, Faith Hill et plus récemment : Bella Thorne, Zendaya Coleman ou encore Kaley Cuoco. Tim Gunn fait également partie du programme.

## Gagnants
L'émission propose depuis la première édition au gagnant de participer avec ses créations à la semaine de la mode à New-York. Il remporte également 100 000 $ pour lancer sa ligne de vêtements et une apparition dans le magazine Elle ou Marie Claire. Depuis sa création en 2004, le concours a vu gagner Jay McCarroll (en), Chloe Dao (en), Jeffrey Sebelia (en), Christian Siriano (en), Leanne Marshall (en), Irina Shabayeva (en), Seth Aaron Henderson (en), Gretchen Jones (en), Anya Ayoung-Chee (en), et Michelle Lesniak Franklin.

## Autres versions
Le concept de l'émission a été repris et utilisé dans différents pays sous différentes formes comme :
- Project Runway Middle East en moyen-Orient,
- Designerspirene en Norvège,
- Muodin huipulle en Finlande,
- Project Catwalk aux Pays-Bas et Angleterre,
- Project Runway Australia,
- Project Runway Canada,
- Project Runway Israel,
- Project Runway Korea,
- Project Runway Malaysia,
- Project Runway Philippines,
- Project Runway Poland,
- Projet Fashion en France, présenté en 2015, par Hapsatou Sy[1].
- Project Runway El Djazair (Algérie)